# معاهدة تادلة
مُعاهدة تادلة هي مُعاهدة وُقِّعَت عام 1527 بين السلالات المغربية المُتنافسة الوطاسيون في شمال البلاد والسعديون في الجنوب. جاءَت المُعاهدة بعد لقاءٍ عَسكري غير حاسم بين الطرفين في تادلة.
مَنحت المُعاهدة للسعديين سوس ومراكش، في حين بَقيت بقيَّة البلاد وعاصمتها فاس للوطاسيين.
أدى الصِّراع الداخلي إلى إِضعاف المغاربة في قُدرتهم على مُقاومة التعدي الأوروبي، خاصَّةً من البرتغاليين، لكن المُعاهدة أعطت في النهاية مُستوى من الاستقرار للبلاد. سمح السلام للسعديين بتحدي المُمتلكات البرتغالية في المغرب ومُهاجمة البرتغاليين في أكادير، مِما أدى إلى سقوط أكادير عام 1541. بعد هذه الهزيمة، سُرعان ما تخلى البرتغاليون عن مُمتلكاتهم الأخرى من آسفي وأزمور، على الرغم من أنَّهم تمكنوا من الاحتفاظ بمزاغان حيثُ كانَ من الأسهل الدفاع عَنها.
أعطت هذه الانتصارات هيبةً كبيرةً للحَاكم السعدي محمد الشيخ، الذي ذَهب لتحدي الوطاسيين في الشمال، ثم هَزمهم في معركة تادلة عام 1554.